# Departamento de Recursos Minerais
Departamento de Recursos Minerais – DRM-RJ é um órgão vinculado à Secretaria de Estado de Desenvolvimento Econômico, Energia, Indústria e Serviços do Estado do Rio de Janeiro, Brasil, em acordo com suas atribuições de Serviço Geológico fluminense, é o órgão do estado responsável pela gestão dos recursos minerais e energéticos, função na qual a informação de qualidade é fator determinante para a tomada de decisões, bem como na divulgação de nossas riquezas minerais para a sociedade fluminense. Embora a capital fluminense seja a cidade do Rio de Janeiro, a sede do órgão não está localizada na capital, e sim na cidade de Niterói, na Grande Rio, sendo que até 1975, Niterói era a capital do estado do Rio de Janeiro, já que a cidade do Rio de Janeiro na época era compreendida no estado da Guanabara, sendo que mesmo após a fusão o órgão continua na cidade de Niterói até os dias de hoje. 
Criou recentemente em sua estrutura o CIPEG - Centro de Informações sobre o Petróleo e Gás Natural do Estado do Rio de Janeiro, cujo objetivo é prover ao Estado uma ferramenta de monitoramento da produção de petróleo e gás natural.